# Rakoniewice
Rakoniewice (deutsch Rakwitz, Rackwitz) ist eine Stadt mit etwa 3600 Einwohnern im Powiat Grodziski der Woiwodschaft Großpolen in Polen. Der Ort hieß früher auch Freystadt bzw. Polnisch Freystadt.

## Geographische Lage
Rakoniewice liegt auf einer Anhöhe an der Landesstraße DK32 zwischen Grodzisk Wielkopolski und Wolsztyn in der Nähe von Babimost. Die Gemeinde Rakoniewice grenzt an die Gemeinden Wolsztyn, Wielichowo, Kamieniec, Siedlec, Przemęt, Grodzisk Wielkopolski und Nowy Tomyśl.

## Geschichte

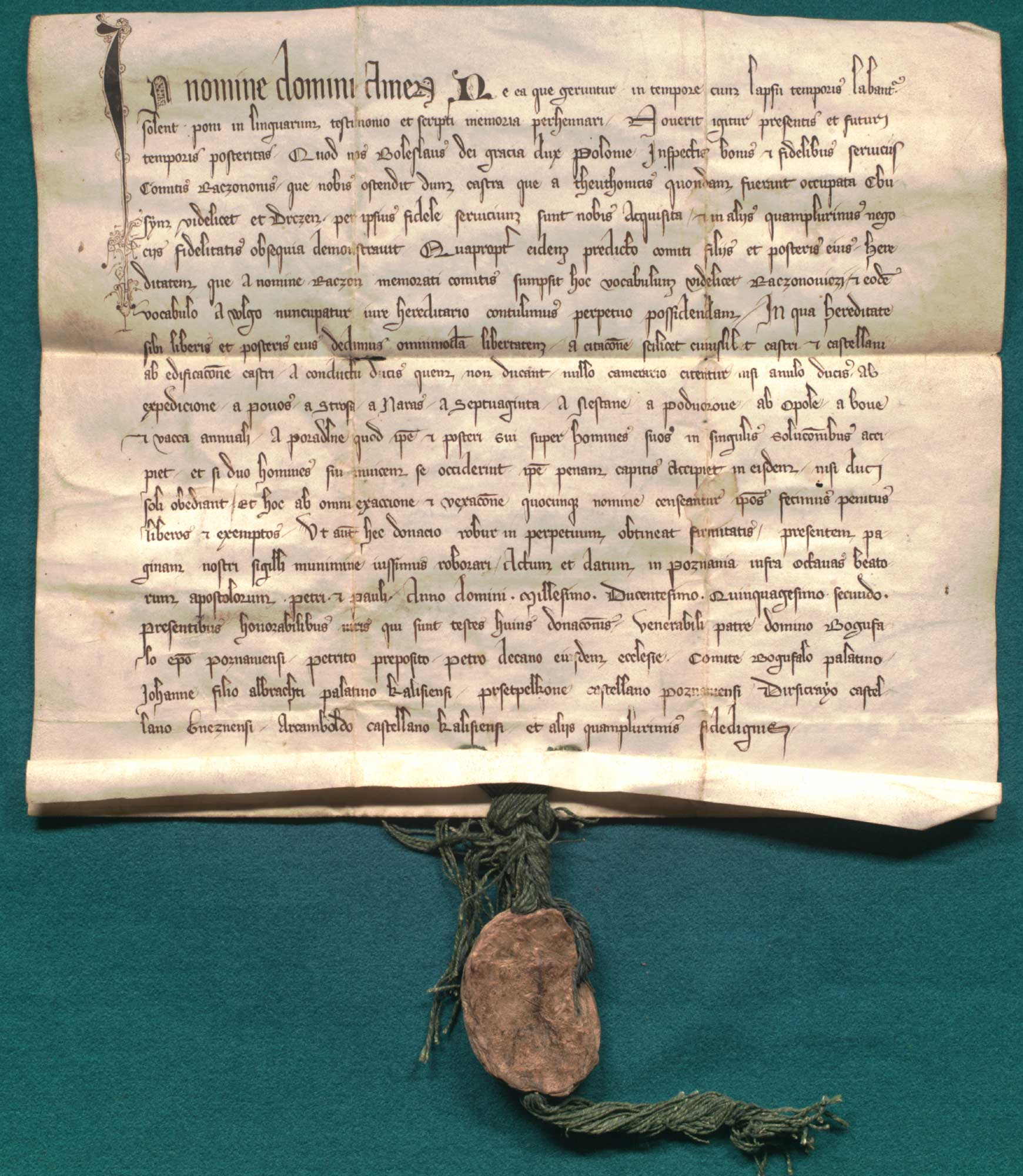
Mit dem Siegel von Bolesław V. dem Schamhaften versehene lateinische Urkunde von 1252, in der ein Raczono als Besitzer des Dorfes genannt wird

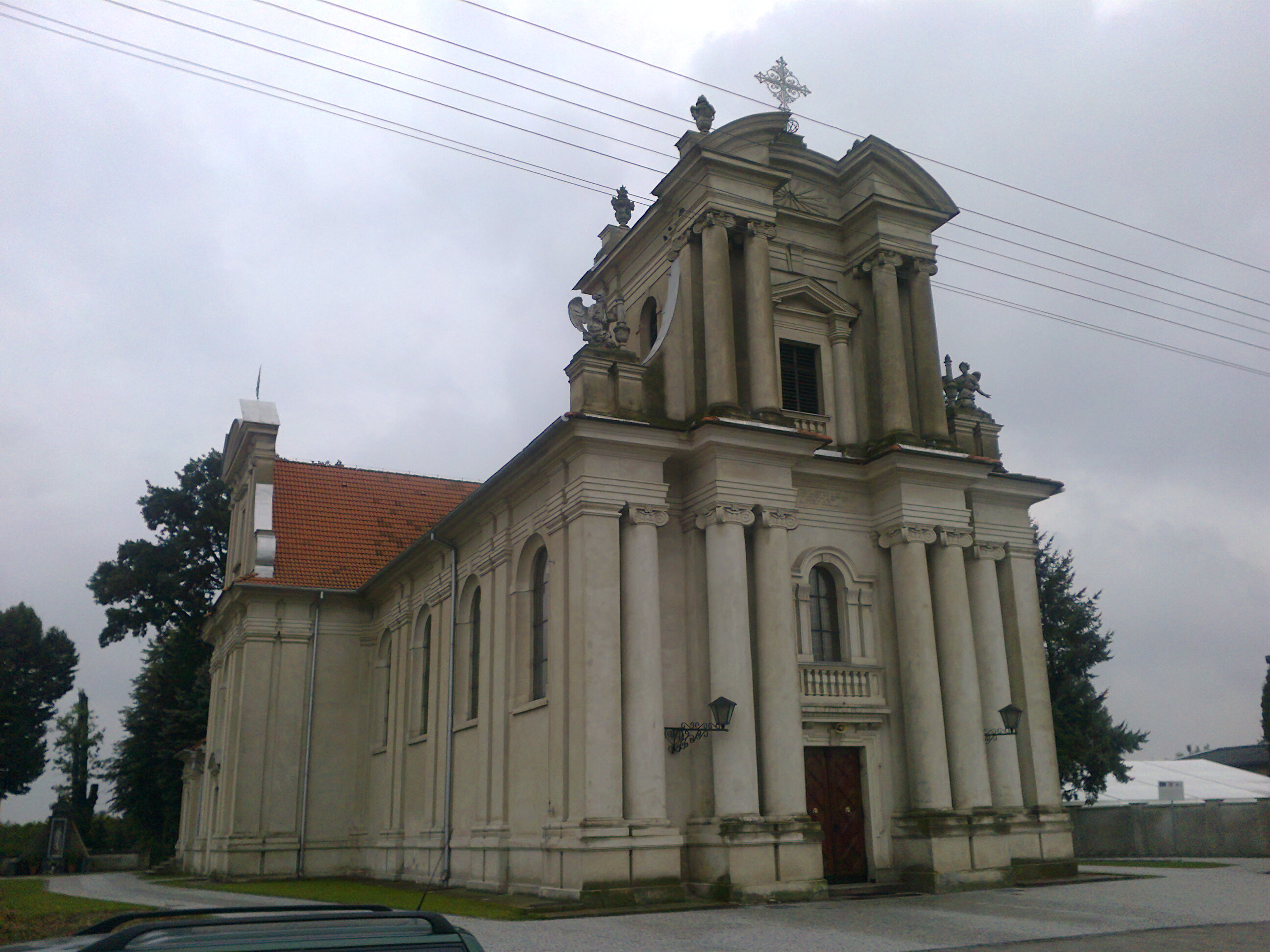
Katholische Stadtkirche

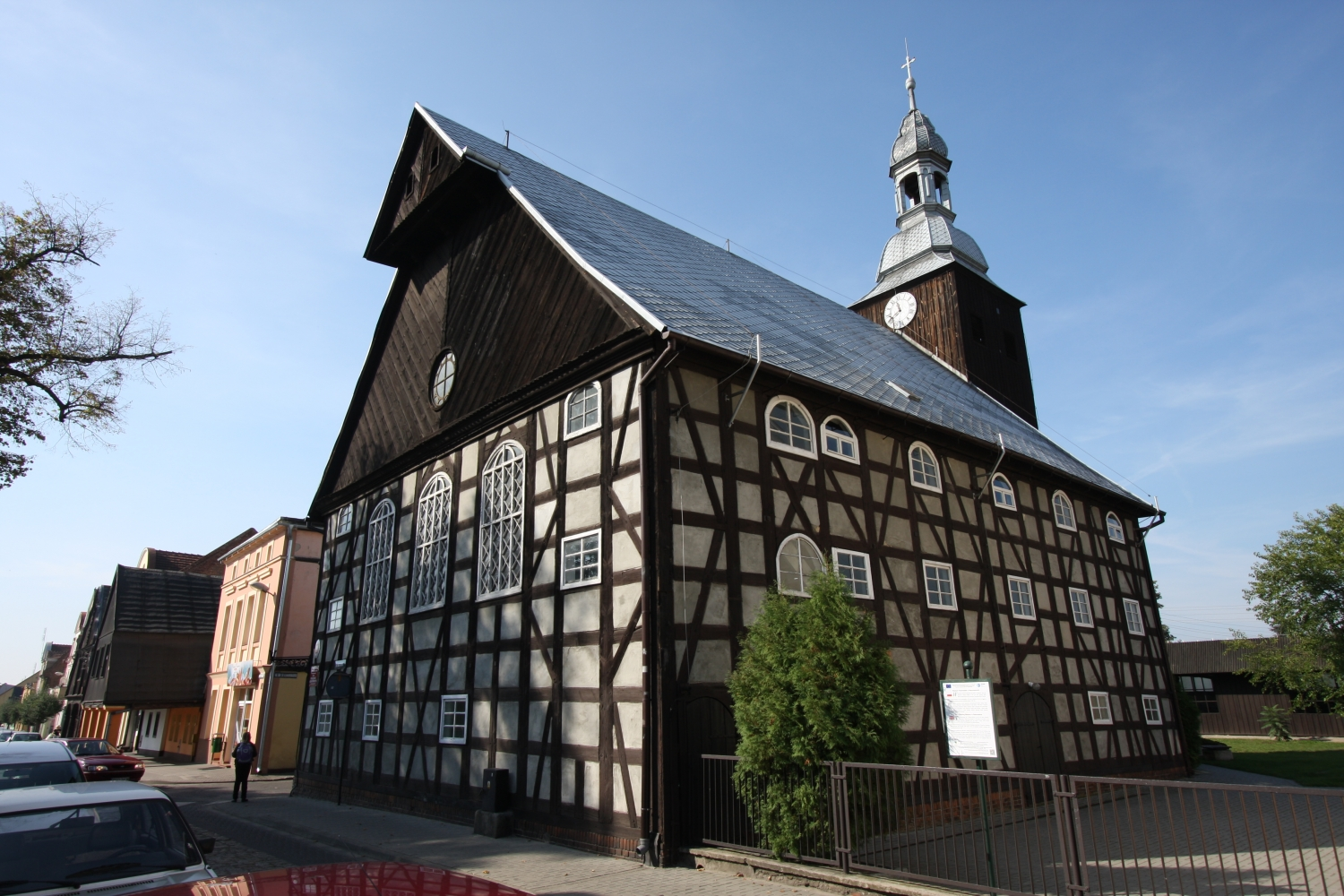
Ehemalige evangelische Stadtkirche, beherbergt heute das Feuerwehrmuseum

Der Ort wurde zum ersten Mal 1252 schriftlich erwähnt. Bei dem Dorf Rakonewice ließ der Grundherr Christoph Grzymultowski, Kastellan von Posen, für deutsche Protestanten eine Stadt nach Magdeburger Recht erbauen, die nach dem Willen des Stifters eigentlich Freystadt heißen sollte, doch setzte sich der Dorfname durch; die lateinische Urkunde hierfür wurde am 24. Februar 1662 von König Johann II. Kasimir bestätigt. Zu dieser Zeit wurden in der Stadt und ihrer Umgebung zahlreiche evangelische Deutsche und Tschechen angesiedelt. Von Grzymultowski ging die Stadt an Matthias Radomicki über, der den Gründungsbrief 1696 bestätigte. 1708 brannte die Stadt zur Hälfte ab. Gegen Ende des 18. Jahrhunderts befand sich die Stadt im Besitz der verwitweten Kastellanin von Zakrzewski.
1793 kam die Stadt an Preußen. 1797 bestand die Stadtbevölkerung zu einem Viertel aus Polen. Im 19. Jahrhundert befand sich die Stadt im Besitz der Familie Czarnecki. Wichtige Erwerbsquellen der Stadtbevölkerung basierten auf dem Wein- und Hopfenanbau in der Umgebung.

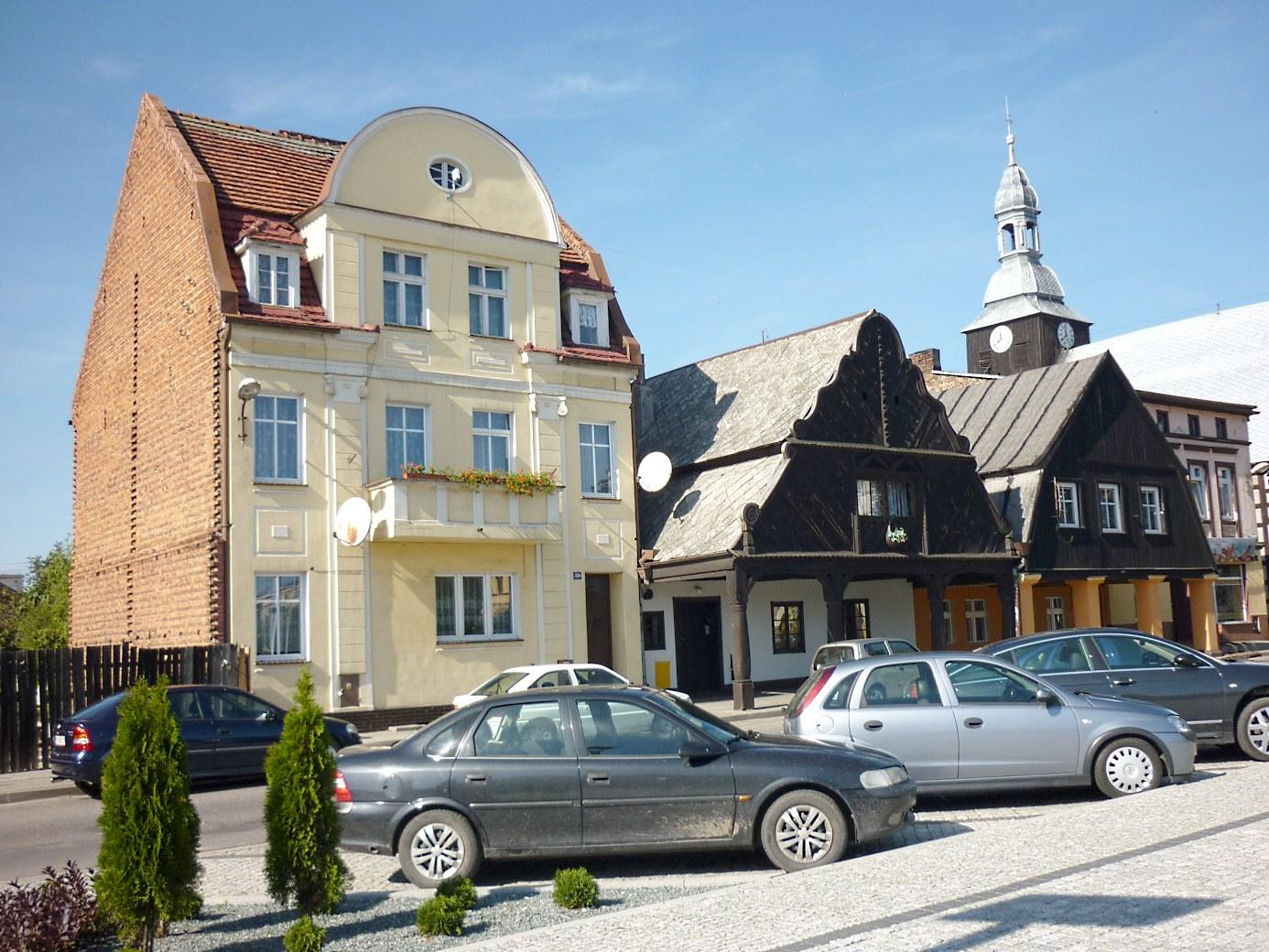
Straßenzug
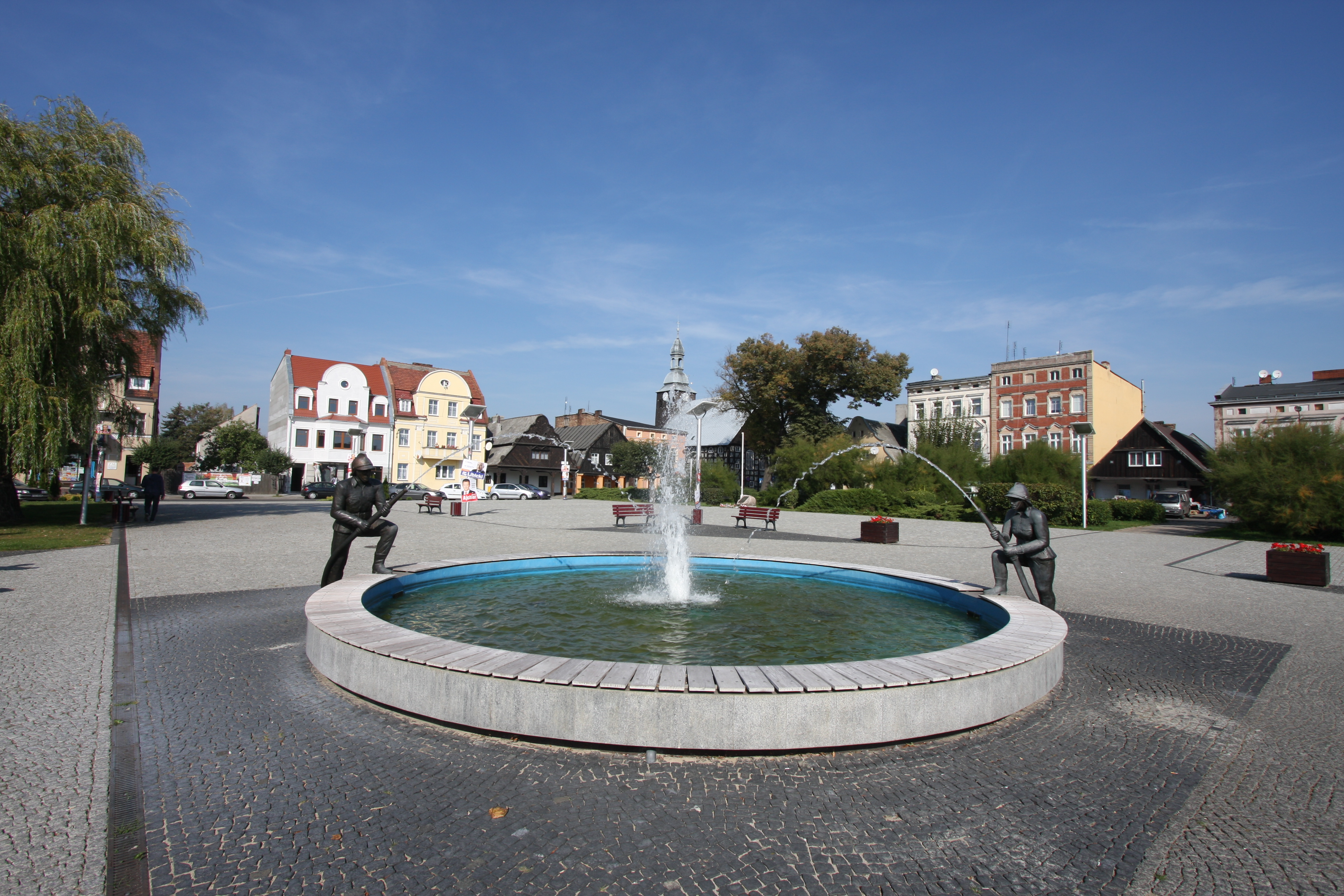
Springbrunnen im Stadtzentrum

Die Stadt, die seit 1815 zum Landkreis Bomst in der preußischen Provinz Posen gehört hatte, musste nach dem Ersten Weltkrieg aufgrund der Bestimmungen des Versailler Vertrags 1919 an die Zweite Polnische Republik abgetreten werden.
1939 wurde Rakwitz nach dem Überfall auf Polen von der deutschen Wehrmacht besetzt. Nach Ende des Zweiten Weltkriegs und Besetzung durch die Rote Armee wurden die verbliebenen deutschen Einwohner aus Rakwitz vertrieben.

### Einwohnerzahlen
- 1800: 1115, davon 105 Juden[5]
- 1843: 1715[5]
- 1861: 2012[5]
- 1875: 2058[6]
- 1880: 2136[6]
- 1890: 2201, davon 1238 Evangelische, 797 Katholiken und 127 Juden[6]

## Gemeinde
Zur Stadt-und-Land-Gemeinde gehören neben der Stadt Rakoniewice weitere 25 Dörfer (deutsche Namen, amtlich bis 1945) mit einem Schulzenamt:
| - Adolfowo (Adolfowo, 1939–1945 Adolfsruh) - Blinek (Blenke) - Błońsko (Blumsche Holland) - Cegielsko (Ciegelner Holland) - Drzymałowo (bis 1939 Podgradowice; Pogradowitz, 1871–1919/1939 Kaisertreu, 1940–1945 Volkstreu) - Elżbieciny (Elzbieciny, 1939–1945 Elisabethhof) - Głodno (Glodno, Gloden Holland, 1939–1945 Gloden) - Gnin (Gnin, 1939–1945 Gotthardswalde) - Gola (Gola, Goyla Holland, 1939–1943 Goile, 1943–1945 Obersanden) - Goździn (Guzdzin Holland) - Jabłonna (Jablonna) - Komorówko - Kuźnica Zbąska | - Łąkie - Łąkie Nowe - Narożniki (Naroschnik, 1939–1945 Eckenwalde) - Rakoniewice-Wieś (Dorf Rakwitz) - Rataje (Rataje, 1939–1943 Rattai, 1943–1945 Treudorf) - Rostarzewo (Rostarschewo, auch Rothenburg, 1939–1943 Rothenburg a/ Obra, 1943–1945 Rothenburg a. d. Obra) - Ruchocice (Ruchocice, Rokatz, 1939–1945 Feldkirch (Kr. Wollstein)) - Stodolsko (Stodolsko, Stodolsker Holland, 1939–1945 Friedheim) - Tarnowa (Tarnowa, 1939 Tarnowo, 1939–1945 Kampfheide) - Terespol (Terespol, 1939–1945 Theresienau) - Wioska (Wioska, 1939–1945 Schlieffenwalde) - Wola Jabłońska |

Weitere Ortschaften der Gemeinde sind Faustynowo und Józefin.

## Sehenswürdigkeiten
- Feuerwehrmuseum, eingerichtet in einer ehemaligen evangelischen Kirche der Stadt;
- Nachbau des Zirkuswagens von Michał Drzymała in Drzymałowo.

## Persönlichkeiten
- Robert Koch (1843–1910), deutscher Mediziner und Mikrobiologe, hatte in Rakwitz von 1869 bis 1872 seine zweite Arztpraxis.
- Michał Drzymała (1857–1937), polnischer Bauer, führte in Kaisertreu seinen Kampf gegen die preußische Obrigkeit. Ihm zu Ehren wurde 1939 Pogradowice in Drzymałowo umbenannt.